# ハインリッヒ・シュワーベ

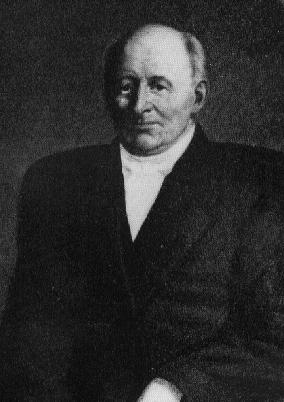
ハインリッヒ・シュワーベ

ハインリッヒ・シュワーベ（Samuel Heinrich Schwabe、1789年10月25日 - 1875年4月11日）は、ドイツの天文学者である。太陽黒点が約11年の周期で増減すること（太陽活動周期）を発見したことで知られる。

## 生涯
デッサウに生まれた。薬剤師であったが、天文学に興味をもち、当時水星の内側にあるとされていたバルカンを発見しようと観測を始めた。太陽に近い軌道ゆえに観測は難しいが、日面を通過するときに暗い点が観測されるという予想のもと、1826年から1843年までの17年間にわたって晴れた日は毎日黒点を記録し、その中にバルカンの影を探した。新惑星は発見できなかったが、黒点の数の増減に周期があることに気がつき、この結果を "Solar Observations during 1843" として発表した。その中で、黒点の数に約10年ごとにピークがあることを述べた。この発見はあまり注目されなかったが、ベルン天文台長ルドルフ・ウォルフの興味をひき、黒点の連続観測が始められた。1851年には、アレクサンダー・フォン・フンボルトの著書『コスモス』に、シュワーベの結果が引用された。黒点の増減に周期性のあることは、天文学上の重要な発見の1つとされている。
1857年に王立天文学会ゴールドメダルを受賞した。